# Laïchevo
Laïchevo (en russe : Лаишево ; en tatar : Лаеш, Layış) est une ville de la république du Tatarstan, en Russie, et le centre administratif du raïon de Laïchevo. Sa population s'élevait 8 518 habitants en 2017.

## Géographie
Laïchevo se trouve à 53 km au sud-est de Kazan et à 751 km à l'est de Moscou.

## Histoire
La localité est fondée en 1557 et reçoit le statut de ville en 1781 sous le nom de Laïchevdas. En 1926, elle perd son statut et est renommée Laïchevo. En 1950, elle reçoit le statut de commune urbaine et retrouve le statut de ville le 9 septembre 2004.

## Population
Recensements (*) ou estimations de la population
| 1897* | 1926* | 1959* | 1970* | 1979* | 1989* | 2002* |
| ----- | ----- | ----- | ----- | ----- | ----- | ----- |
| 3 743 | 3 763 | 6 211 | 5 539 | 6 706 | 7 067 | 7 730 |

| 2006  | 2010* | 2013  | 2014  | 2015  | 2016  | 2017  |
| ----- | ----- | ----- | ----- | ----- | ----- | ----- |
| 7 783 | 7 735 | 7 981 | 8 161 | 8 228 | 8 361 | 8 518 |